# 拉马斯凯尔
拉马斯凯尔（法語：Lamasquère，法語發音：[lamaskɛʁ]）是法国上加龙省的一个市镇，属于米雷区。

## 地理
拉马斯凯尔（43°28'58"N, 1°14'40"E）面积6.11 平方千米，位于法国奧克西塔尼大區上加龙省，该省份为法国西南部内陆省份，西南端与西班牙接壤，自此顺时针与上比利牛斯省、热尔省、塔恩-加龙省、塔恩省、奥德省和阿列日省接壤。
与拉马斯凯尔接壤的市镇（或旧市镇、城区）包括：圣利斯、米雷、滨河圣克拉尔、塞斯。

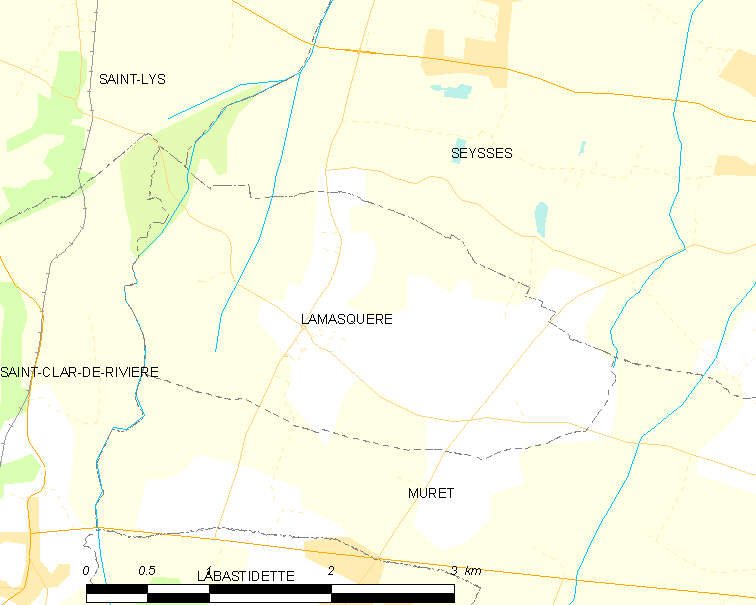
拉马斯凯尔的OSM定位图

拉马斯凯尔的时区为UTC+01:00、UTC+02:00（夏令时）。

## 行政
拉马斯凯尔的邮政编码为31600，INSEE市镇编码为31269。

## 政治
拉马斯凯尔所属的省级选区为米雷县。

## 人口

1962-2008年间拉马斯凯尔人口变化图示

拉马斯凯尔于2022年1月1日时的人口数量为1655人。